# Білкохвіст тополевий
Білкохвіст тополевий (Sciurohypnum populeum) — вид мохів порядку гіпнобрієвих (Hypnales).

## Поширення
Ареал охоплює такі частини світу: Європа, Північна Африка, Північна Америка, Азія.
Населяє скелі, гранітні брили, вапняк, бетон, основи та стовбури листяних дерев, ґрунт, відкриті чи помірно затінені сухі місця; на висотах від 10 до 2000 метрів.

## Галерея

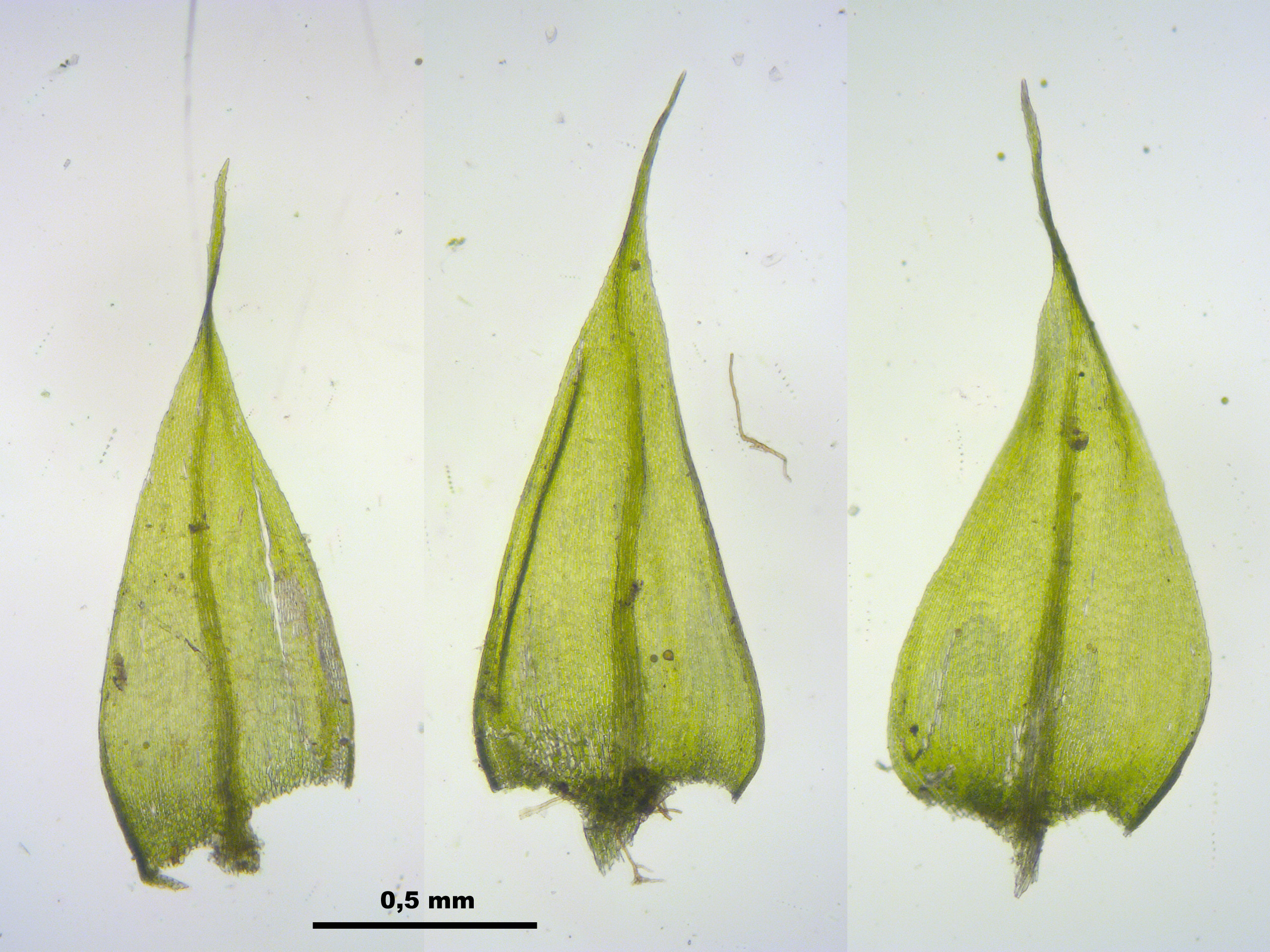
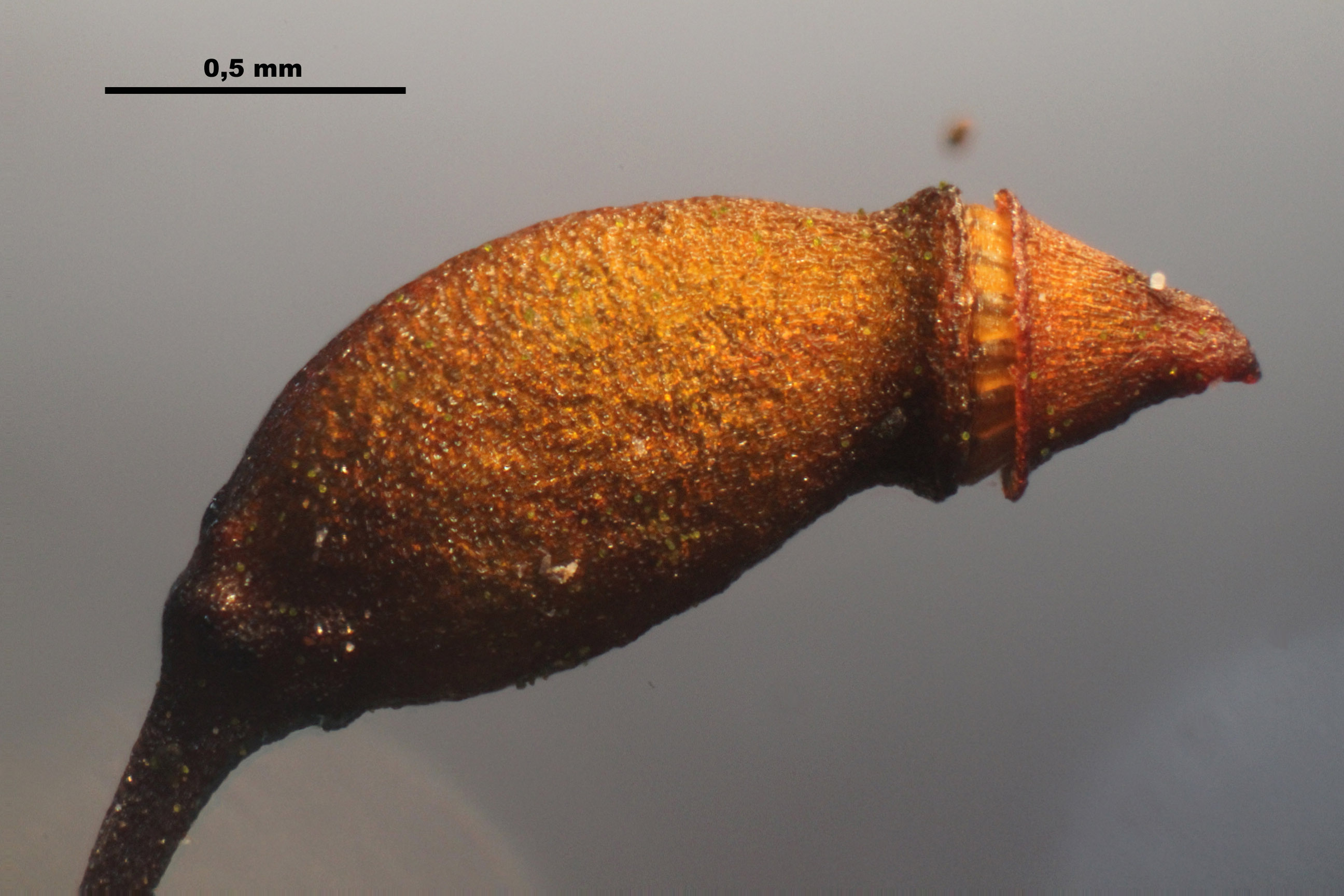
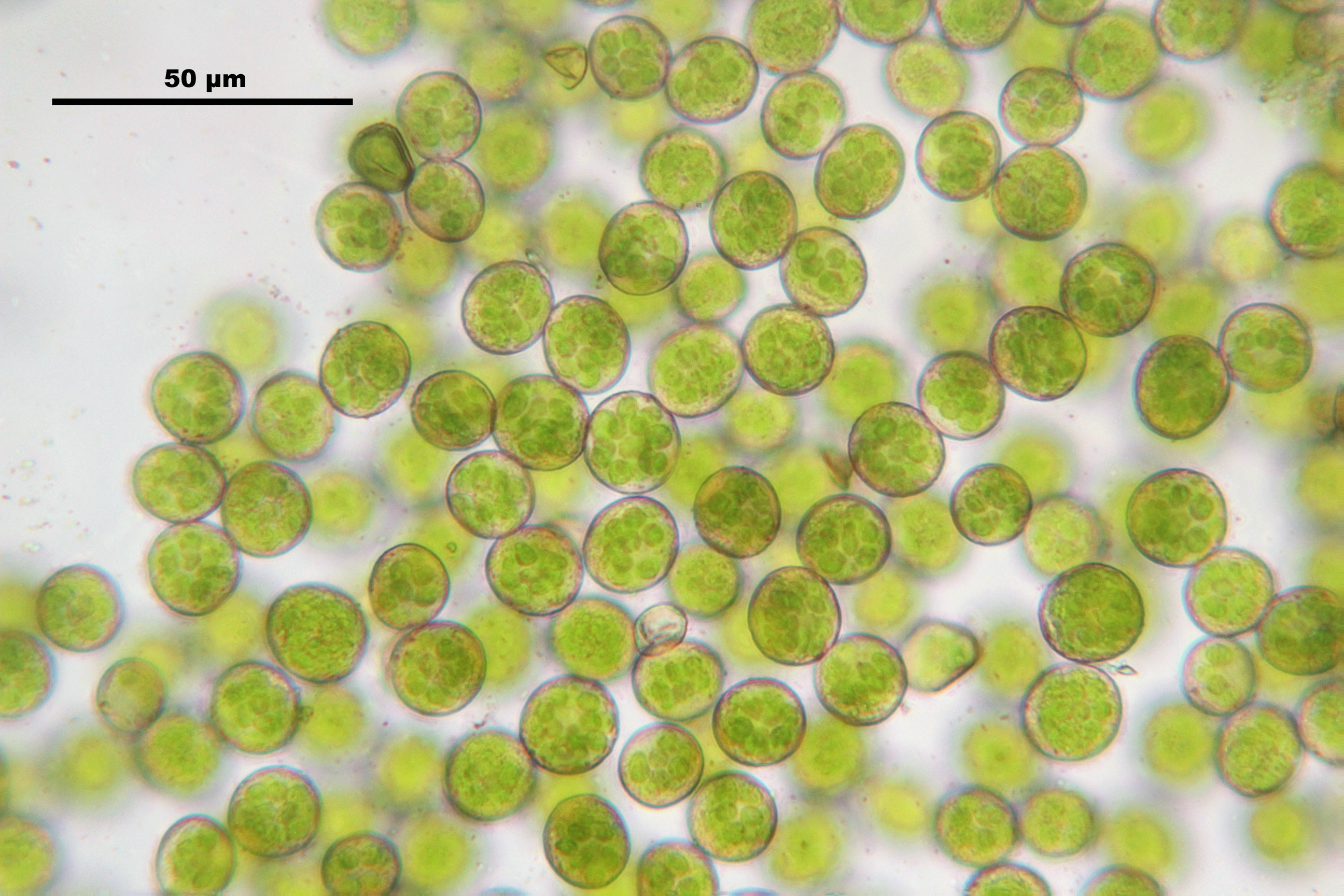

## Характеристика
Рослини невеликі чи середні, у щільних або нещільних пучках, зелені, жовтувато-зелені чи коричнево-жовті. Стебла до 5 см, повзучі, прямі або злегка вигнуті, густолистяні, неправильно перисті, гілки до 7 мм, прямі чи злегка вигнуті. Стеблові листки яйцювато-ланцетні, слабоувігнуті, нескладчасті чи нечітко складчасті, 1.2–1.9 × 0.4–0.6 мм; краї плоскі чи подекуди загнуті (частіше проксимально), зубчасті; верхівка поступово звужена, короткозагострена. Вид автоіктичний. Коробочкові ніжки червонуваті, 0.8–1.5 см, шорсткі, іноді злегка. Коробочка злегка або помірно нахилена, червонувата, яйцеподібна, злегка загнута дорсально, 1–2 мм. Спори 12–16 мкм.